# Ненапружений голосний низького підняття
Ненапружені голосні низького піднесення (англ. Near-open vowel) — різновид голосних звуків, що вимовляються ненапружено з низьким підняттям відповідної частини язика в ротовій порожнині, близько до основи язика.
За Міжнародним фонетичним алфавітом до голосних високого піднесення належать:
| ненапружений неогублений голосний переднього ряду низького піднесення | [æ] |
| ненапружений голосний середнього ряду низького піднесення             | [ɐ] |